# إيملي تشنغ
إيملي تشنغ (بالإنجليزية: Emily SyCip Cheng)‏ هي فنانة أمريكية، ولدت في 28 يوليو 1953.